# Tipula dorothea
Tipula dorothea är en tvåvingeart som beskrevs av Alexander 1954. Tipula dorothea ingår i släktet Tipula och familjen storharkrankar. Inga underarter finns listade i Catalogue of Life.